# Anita Nair
Pour les articles homonymes, voir Nair.
Œuvres principales
- Un homme meilleur
- Compartiment pour dames
- Les Neuf Visages du cœur
- L'Inconnue de Bangalore

Anita Nair, née le 26 janvier 1966 à Mundakottakurissi, près de Shoranur, est une écrivaine, poétesse, romancière et nouvelliste indienne originaire du Kerala.

## Biographie
Anita Nair commence sa carrière comme journaliste puis commence à écrire en 1996. Tous ses livres sont rédigés en anglais.
Elle est mariée et a un fils. Elle réside à Bangalore.
Elle a fondé le Anita's Attic, un programme de mentorat en écriture créative qui existe depuis 2014.

## Œuvre

### Romans

#### SérieInspecteur Gowda
- Cut Like Wound, 2012 Publié en français sous le titre L'Inconnue de Bangalore, traduit par Dominique Vitalyos, Paris, Albin Michel, 2013  (ISBN 978-2-226-24684-4) ; réédition, Paris, LGF, coll. « Le Livre de poche » no 33747, 2015  (ISBN 978-2-253-09304-6)
- Chain of Custody, 2016

#### Autres romans
- Ladies Coupé, 2001 Publié en français sous le titre Compartiment pour dames, traduit par Marielle Morin, Arles, éditions Philippe Picquier, 2002  (ISBN 2-87730-609-7) ; réédition, Arles, éditions Philippe Picquier, coll. « Picquier poche » no 235, 2004  (ISBN 2-87730-747-6) ; réédition, Paris, Albin Michel, 2016  (ISBN 978-2-226-32611-9) ; réédition, Paris, LGF, coll. « Le Livre de poche » no 35257, 2019  (ISBN 978-2-253-10031-7)
- The Better Man, 2000 Publié en français sous le titre Un homme meilleur, traduit par Marielle Morin, Arles, éditions Philippe Picquier, 2003  (ISBN 2-87730-675-5) ; réédition, Arles, éditions Philippe Picquier, coll. « Picquier poche » no 275, 2006  (ISBN 978-2-87730-870-0)
- Mistress, 2005 Publié en français sous le titre Les Neuf Visages du cœur, traduit par Marielle Morin, Arles, éditions Philippe Picquier, 2006  (ISBN 978-2-87730-868-7) ; réédition, Arles, éditions Philippe Picquier, coll. « Picquier poche », 2010  (ISBN 978-2-8097-0205-7)
- Lessons in Forgetting, 2010 Publié en français sous le titre Quand viennent les cyclones, traduit par Dominique Vitalyos, Paris, Albin Michel, 2010  (ISBN 978-2-226-20848-4) ; réédition, Paris, LGF, coll. « Le Livre de poche » no 32965, 2013  (ISBN 978-2-253-17550-6)
- The Lilac House, 2012
- Idris. Keeper of the Light, 2014 Publié en français sous le titre Dans les jardins du Malabar, traduit par Dominique Vitalyos, Paris, Albin Michel, 2016  (ISBN 978-2-226-32095-7) ; réédition, Paris, LGF, coll. « Le Livre de poche » no 35258, 2019  (ISBN 978-2-253-10032-4)
- Alphabet Soup for Lovers, 2015 Publié en français sous le titre L’Abécédaire des sentiments, traduit par Dominique Vitalyos, Paris, Albin Michel, 2018  (ISBN 978-2-226-39335-7)
- Eating Wasps, 2018

### Recueils de nouvelles
- Satyr of the Subway & Eleven Other Stories, 1997 Publié en français sous le titre Le Chat karmique, traduit par Marielle Morin, Arles, éditions Philippe Picquier, 2005  (ISBN 2-87730-772-7) ; réédition, Arles, éditions Philippe Picquier, coll. « Picquier poche », 2008  (ISBN 978-2-8097-0007-7)

### Ouvrages de littérature d'enfance et de jeunesse
- Puffin Book of World Myths and Legends, 2004
- Adventures of Nonu, the Skating Squirrel, 2006
- Muezza and Baby Jaan, 2017

### Poésie
- Malabar Mind, 2002

### Autres publications
- Where the Rain is Born, 2003
- Living Next Door To Alise, 2007
- Goodnight & Godbless, 2008

## Récompenses
- Honorée par la Kerala Sahitya Akademi pour sa contribution à la littérature et à la culture[2]
- Women of Substance Award pour sa contribution dans le domaine de la littérature[3]
- 2012 : Arch of Excellence Award[2]
- 2017 : Prix du jury du Crossword Book Award dans la catégorie littérature jeunesse pour Muezza and Baby Jaan[4]